# صنعت نفت و گاز هندوستان
صنعت نفت و گاز در هندوستان به سال ۱۸۸۹ و کشف اوّلین مخازن نفت در نزدیکی شهر «دیگبوی» در ایالت «آسام» هند بازمی‌گردد. صنعت گاز طبیعی نیز در هندوستان در دهه ۱۹۶۰ میلادی و اکتشاف مخازن گاز در ایالات آسام و گجرات آغاز به کار نمود. تا پایان ۳۱ مارس ۲۰۱۵، تخمین زده می‌شود که ذخایر نفتی بالغ بر ۷۶۳٫۴۳ میلیون تن و ذخایر گاز طبیعی بالغ بر ۱۴۸۸٫۴۹ میلیارد مکعب باشد.
بیش از ۸۲٪ نیازهای نفتی هندوستان از طریق واردات خارجی تأمین می‌گردد که انتظار می‌رود تا پایان سال ۲۰۲۲ به کمک جایگزینی آن با استخراج داخلی سوخت‌های فسیلی، انرژی‌های تجدیدپذیر و سوخت اتانول بکر موجود در منطقه تا ۶۷٪ کاهش یابد. کشور هندوستان تا پایان سال ۲۰۱۵ با واردات ۱۶۳ میلیون تنی نفت خام (شامل تمامی فراورده‌های نفت خام) به عنوان چهارمین واردکننده نفت خام جهانی شناخته می‌شود.

## تاریخچه
اوّلین ذخایر نفتی در هندوستان در سال ۱۸۸۹ در نزدیکی شهر «دیگبوی» در ایالت آسام کشف گردید.
صنعت گاز طبیعی نیز در هندوستان در سال ۱۸۸۹ و با کشف مخازن گازی در ایالات آسام و گجرات آغاز گردید. اهمیّت گاز طبیعی در کشور، با اکتشاف ذخایر گازی در «باسین جنوبی» توسط سازمان «ONGC» در سال ۱۹۷۰ دو چندان گردید.

## ذخایر طبیعی
تا پایان ۳۱ مارس ۲۰۱۷، تخمین می‌رفت که ذخایر نقت خام هندوستان بالغ بر ۶۰۴٫۱۰ میلیون تن باشد که شاهد افتی ۲٫۷۶٪ نسبت به سال گذشته بود. بزرگترین ذخایر نفتی در سواحل غربی (۳۹٫۶۰٪) و ایالت آسام (۲۶٫۴۸٪) پیدا گردید. میزان منابع گاز طبیعی در هندوستان تا پایان ۳۱ مارس ۲۰۱۷ چیزی در حدود ۱۲۲۷٫۴۰ میلیون متر مکعب برآورد می‌گردد که نسبت به سال پیشین ۵٫۰۸٪ افزایش داشته‌است. بزرگترین ذخایر گاز طبیعی نیز در سواحل شرقی (۳۹٫۳۷٪) و سواحل غربی (۲۳٫۴۴٪) یافت می‌شود.

### نحوه توزیع ذخایر به تفکیک ایالت/منطقه
| منطقه             | ذخایر نفت خام ( به میلیون متریک تن ) | سهم نفت (٪) | ذخایر گاز طبیعی | سهم گاز (٪) |
| ----------------- | ------------------------------------ | ----------- | --------------- | ----------- |
| Arunachal Pradesh | ۱.۵۲                                 | ۰.۲۵        | ۰.۹۳            | ۰.۰۷        |
| Andhra Pradesh    | ۸.۱۵                                 | ۱.۳۵        | ۴۸.۳۱           | ۳.۷۵        |
| Assam             | ۱۵۹.۹۶                               | ۲۶.۴۸       | ۱۵۸.۵۷          | ۱۲.۲۹       |
| Coal Bed Methane  | ۰                                    | ۰           | ۱۰۶.۵۸          | ۸.۲۶        |
| Eastern Offshore  | ۴۰.۶۷                                | ۶.۷۳        | ۵۰۷.۷۶          | ۳۹.۳۷       |
| Gujarat           | ۱۱۸.۶۱                               | ۱۹.۶۳       | ۶۲.۲۸           | ۴.۸۳        |
| Nagaland          | ۲.۳۸                                 | ۰.۳۹        | ۰.۰۹            | ۰.۰۱        |
| Rajasthan         | ۲۴.۵۵                                | ۴.۰۶        | ۳۴.۸۶           | ۲.۷۰        |
| Tamil Nadu        | ۹.۰۰                                 | ۱.۴۹        | ۳۱.۹۸           | ۲.۴۸        |
| Tripura           | ۰.۰۷                                 | ۰.۰۱        | ۳۶.۱۰           | ۲.۸۰        |
| Western Offshore  | ۲۳۹.۲۰                               | ۳۹.۶۰       | ۳۰۲.۳۵          | ۲۳.۴۴       |
| مجموع             | ۶۰۴.۱۰                               | ۱۰۰         | ۱۲۸۹.۸۱         | ۱۰۰         |

### ذخایر راهبردی نفت خام
ذخایر راهبردی نفت خام هندوستان (ISPR) به ذخایر اضطراری سوخت بالغ بر ۵ میلیون متریک تن نفت خام برای مصرف ۱۰ روزه کشور گفته می‌شود که توسط سازمان ذخایر راهبردی نفت خام مدیریت می‌شود.
انباشته راهبردی نفت خام در مخازن زیرزمینی واقع در «منگلور»، «ویسکاپاتنام» و «پادور» نگهداری می‌شود تا در صورت نیاز به سرعت تصفیه به پالایشگاه‌ها انتقال یابد. این ذخایر راهبردی به منظور پیشگیری از بروز اختلالات و هرگونه تقطیع احتمالی در تأمین انرژی از طرف دولت تعبیه گشته‌اند.

## تولید
کشور هندوستان چیزی در حدود ۳۶٫۰۱ میلیون تن نفت خام در سال ۲۰۱۶ تولید نمود. هند چیزی در حدود ۰٫۹۲٪ تولید جهانی نفت را به خود اختصاص داده‌است. نرخ رشد مرکب سالانه تولید نفت خام در هندوستان در بین سالیان ۲۰۰۷ تا ۲۰۱۷ بالغ بر ۰٫۵۴٪ بوده‌است. این کشور همچنین ۲۴۳٫۵۵ میلیون تن از تولیدات نفتی خود را که رشدی ۵٫۰۲٪ نسبت به سالیان پیش داشته، تأمین کرده‌است. از میان این تولیدات، سوخت دیزل با ۴۲٫۰۸٪ و بنزین موتور با ۱۵٫۰۲٪ بیشترین سهم را به خود اختصاص داده‌اند.
هندوستان همچنین توانسته ۳۱٫۹۰ میلیارد متر مکعب گاز طبیعی تولید نماید که در قیاس با گذشته کاهشی ۱٫۰۹٪ داشته‌است. نرخ رشد مرکب سالانه تولید گاز طبیعی در سالیان مابین ۲۰۰۷ تا ۲۰۱۷ معادل منفی ۰٫۱۶٪ بود. هندوستان چیزی در حدود ۰٫۷۷٪ از تولیدات گاز طبیعی جهان را تا پایان سال ۲۰۱۷ به خود اختصاص داده‌است.

## پالایش نفت
تا پایان تاریخ ۳۱ مارس ۲۰۱۷، ۲۳ پالایشگاه نفت خام در هندوستان وجود دارد که معادل ۱۸ عدد به بخش دولتی، ۳ عدد به بخش خصوصی و ۲ عدد به بخش‌های مشارکتی تعلق دارند. میزان ظرفیت فعلی پالایش نفت هندوستان چیزی در حدود ۲۳۴ میلیون متریک تن می‌باشد که نسبت به مقدار سال گذشته (۲۳۰ میلیون متریک تن) افزایش داشته‌است. «شرکت نفت هند» با پالایش بیش از ۶۵ میلیون متریک تن نفت خام تا پایان سال ۲۰۱۷، به لحاظ ظرفیت بزرگترین پالایشگاه کشور هندوستان تلقی می‌گردد.
قاطبه پالایشگاه‌های واقع در هندوستان با بهره‌گیری از پسماندهای نفتی و تلفیق آن با مقادیر بالای سولفور به تولید سوخت‌های سبکتر (پترول، دیزل و …) مشغول می‌باشند. این چرخه موجب تولید سوختی جامد با نام «کک نفتی» می‌گردد که ارزش گرمایی بسیاری دارد. از طرفی به دلیل ممنوعیت استفاده از کک‌های نفتی و پسماندهای آن، چنین فراورده‌هایی عمدتاً به محصولاتی چون «گاز ساختگی» و «متانول» تبدیل می‌شوند. چیزی معادل ۳۸٪ پسماندهای نفتی امروزه در بخش حمل و نقل بکارگرفته می‌شوند. کنوانسیون پیشگیری از آلایندگی‌های دریانوردی (MARPOL) مصوب سازمان بین‌المللی دریانوردی، تمامی وسایل حمل و نقل دریای را موظف ساخته که تا پایان سال ۲۰۲۰ به استفاده از سوخت‌های پسماندی حاوی مقادیر سولفور ۰٫۱٪ پایان دهند؛ به همین جهت هندوستان قصد دارد تا در آینده ای نزدیک تمامی پسماندهای تولیدی را در بخش تصفیه گاز به منظور جلوگیری از هدررفت پسماندها بکار گیرد.

شرکت نفت هندوستان